# スモレンスク原子力発電所
スモレンスク原子力発電所 (ロシア語: Смоленская АЭС)はロシア西部スモレンスク州デスノゴルスクに所在する原子力発電所。スモレンスクから100km、ブリャンスクから120km、モスクワから320kmの距離にある。スモレンスク原子力発電所はロシアの非黒土地域で最大の原子力発電所である。
スモレンスク原発は3基のRBMK-1000型原子炉を運用しており、4号機の計画も合ったものの、1986年のチェルノブイリ原子力発電所事故後、建設計画は中止となった。
すべての原子炉は緊急対応システムを持っており、たとえば原子炉冷却系でのパイプの破損のような重大事故の場合であっても環境への放射性物質の放出を防ぐようになっている。
この原子炉冷却系は4.5 kg/cm2の力に耐え得る密閉コンクリートボックスに収納されている

## 原子炉
| 原子炉               | 原子炉形式 | 正味発電量 | 総発電量 | 建設開始      | 送電開始      | 商業運転       | 停止                    |
| -------------------- | ---------- | ---------- | -------- | ------------- | ------------- | -------------- | ----------------------- |
| 1号機 (Smolensk – 1) | RBMK-1000  | 925 MW     | 1,000 MW | 1975年10月1日 | 1982年12月9日 | 1983年9月30日  | –                       |
| 2号機 (Smolensk – 2) | RBMK-1000  | 925 MW     | 1,000 MW | 1976年6月1日  | 1985年5月31日 | 1985年7月2日   | –                       |
| 3号機 (Smolensk – 3) | RBMK-1000  | 925 MW     | 1,000 MW | 1975年10月1日 | 1990年1月17日 | 1990年10月12日 | –                       |
| 4号機 (Smolensk – 4) | RBMK-1000  | 925 MW     | 1,000 MW | 1984年10月1日 | –             | –              | 1993年12月1日に建設中止 |

## 註
1. ↑  Power Reactor Information System of the IAEA: "Russian Federation: Nuclear Power Reactors"